# Tillandsia nicolasensis
Tillandsia nicolasensis är en gräsväxtart som beskrevs av Renate Ehlers. Tillandsia nicolasensis ingår i släktet Tillandsia och familjen Bromeliaceae. Inga underarter finns listade i Catalogue of Life.